# Antirhea attenuata
Antirhea attenuata là một loài thực vật có hoa trong họ Thiến thảo. Loài này được (Elmer) Chaw mô tả khoa học đầu tiên năm 1992.